# Phil Keaggy
Philip Tyler Keaggy (Youngstown, Ohio, 1951) é um músico norte-americano. Atuante nos vocais, na guitarra e no violão, Phil Keaggy já lançou mais de 50 discos desde o início de sua carreira em meados dos anos 60. Também tem colaborado em diversas gravações de artistas variados incluindo P.O.D. Keith Green, The 2nd Chapter of Acts.
Mais novo de uma série de nove irmãos e irmãs, aos quatro anos de idade Keaggy perdeu uma parte de seu dedo médio da mão direita devido a um acidente com uma bomba de água.
Isso não impediu que aos dez anos ele começasse a praticar em um violão Silvertone, tendo aulas com seu irmão Dave.
Sete vezes ganhador do prêmio Dove na categoria Melhor Álbum Instrumental, duas vezes indicado para o prêmio Grammy na categoria Melhor Álbum Gospel de Rock, Keaggy possui um raro domínio do instrumento que lhe permite transitar entre os mais variados estilos, do Clássico ao Rock, do Flamenco ao Country, com a mesma fluidez artística e desenvoltura técnica. Em 2017, figurou na lista de "50 transcendentes do violão acústico" da revista Guitar Player americana.

## Carreira
Phil Keaggy iniciou sua carreira musical em meados dos anos 60 tocando para uma das muitas bandas de garagem da época, The Squires.
Profissionalmente, começou a tocar com o baterista John Sferra. juntando-se a eles posteriormente o baixista Dan Pecchio. Em 1968 os três formaram a banda Glass Harp.
O primeiro destaque público ocorreu após vencerem a "Batalha das Bandas", uma competição local. Através de um dos jurados, o trio foi indicado para Lewis Merenstein, que havia produzido Moondance, com Van Morrison, e acabava de ser indicado Produtor do Ano pela Rolling Stone.
Pouco tempo depois a banda, com um contrato de longo termo com a gravadora Decca nas mãos, viajava para Nova Iorque para gravar seu primeiro álbum no Electric Lady Studios, de Jimi Hendrix, tendo Merenstein como produtor.
Na véspera do Dia dos Namorados norte-americano de 1970 (São Valentim), Keaggy recebeu a notícia de que sua mãe havia sofrido um acidente de carro fatal.
Keaggy passava por uma difícil fase de envolvimento com drogas, e naquele mesmo dia estava enfrentando uma desagradável experiência com LSD.
Em meio a todo o tumulto, sua irmã compartilha com ele a mensagem bíblica sobre Jesus e Keaggy decide tornar-se um cristão. O impacto dessa decisão alcançaria sua carreira.
Após gravar três álbuns com Glass Harp, Phil Keaggy deixa a banda em 1972 e lança seu primeiro trabalho solo: "What a Day".
O álbum marca também a entrada de Keaggy no cenário da música gospel.
A partir daí, iniciaria uma longa série de produções individuais, além de participações e turnês com nomes como Randy Stonehill, The 2nd Chapter of Acts, Paul Clark, Nancy Honeytree, Muriel Anderson, P.O.D. e outros.
Nos anos recentes, Phil Keaggy tem dado uma grande ênfase em sua carreira à música instrumental, com o lançamento de Hymnsong, Freehand, Jammed, Roundabout, da edição comemorativa de Master and the Musician, e de Phantasmagorical sem, no entanto, abrir mão da música vocal, ainda presente em Dream Again, Acoustic Cafe, The Song Within e em todas as suas apresentações ao vivo. Em uma entrevista para a revista Christianity Today, Keaggy declarou que o mercado musical, tanto pelo lado secular quanto o gospel, tem dificuldades em lidar com sua música, insistindo em rótulos que funcionam apenas para criar categorizações artificiais e cerceadoras, colocando-o em uma condição periférica em relação às expectativas do mercado. Na mesma entrevista, ele declara-se frustrado por ver o mercado gospel incorporando os mesmos modelos comerciais abusivos e egoístas do mercado secular.

### Parcerias
Dentre as muitas parcerias, colaborações e turnês realizadas durante a carreira, destaca-se "How The West Was One", um tour realizado por Phil Keaggy em 1976, juntamente com "The 2nd Chapter of Acts" e "A Band Called David". O grupo percorreu 18 cidades do Oeste americano e produziu um LP triplo, posteriormente relançado em CD duplo.
Em 1977, surgiu o único lançamento da "Phil Keaggy Band", uma experiência de Keaggy com uma banda fixa. Phil Keaggy Band era formada por Arthur Lynn Nichols, Phil Madeira, Dan Cunningham and Terry Andersen, além do próprio Phil Keaggy. Em 2000 foi lançado "reEmerging", um relançamento do original "Emerging", com várias faixas inéditas gravadas pelos mesmos componentes da PKB original.
Phil Keaggy viria a se reunir com Randy Stonehill, Russ Taff, Derri Daugherty, Mark Heard, Steve Taylor, Rick Cua e outros músicos em 1989 para gravar "Sunday’s Child". O álbum oferecia um tributo às bandas dos anos 60, especialmente aos Beatles, construindo uma sonoridade característica da época através do uso de equipamentos como órgão Hammond, guitarra Gretsch, amplificadores valvulados e outros recursos, porém unicamente com canções inéditas.

#### Glass Harp
O ingresso no meio musical gospel, no início dos anos 70, custou a Phil Keaggy a um significativo isolamento em relação à mídia e à divulgação de seu trabalho. Esse isolamento em parte começou a ser revertido com a reunião com seus antigos parceiros e amigos do Glass Harp.
Em 22 de Outubro de 2000, Keaggy, John Sferra e Dan Pecchio retornam à sua Youngstown, Ohio natal para um concerto no Powers Auditorium. O evento rende a gravação ao vivo do álbum "Strings Attached". Basicamente devotado aos trabalhos antigos da banda, "Strings Attached" abriu caminho para o lançamento em 2003 de "Hourglass", o primeiro trabalho da banda com material inédito desde 1972. "Stark Raving Jams", um álbum triplo, é lançado no ano seguinte, com performances ao vivo gravadas entre 1970 e 2003.
Desde então, os três primeiros ábuns do Glass Harp também foram relançados em CD, cada um deles contendo uma faixa inédita bônus.

### Rumores
Por vários anos Phil Keaggy tem sido perseguido por rumores de que Jimi Hendrix teria supostamente citado seu nome ao responder a pergunta feita por Johnny Carlson no programa de TV "The Tonight Show" sobre quem seria "o melhor guitarrista do mundo". Em outra versão da história o diálogo seria algo do tipo "Jimi, como é ser o melhor guitarrista do mundo?", ao qual Jimi teria respondido "Não sei, você deveria perguntar ao Phil Keaggy". Outras versões oferecem variações seja no nome do programa e do apresentador em questão, seja no nome do outro músico envolvido.
Como os programas citados não possuem arquivos dos seus shows mais antigos, o rumor tem se perpetuado, a despeito do próprio Phil Keaggy ter expressado sua desconfiança sobre a plausibilidade do mesmo. Em uma declaração durante um workshop na Califórnia, há alguns anos, Keaggy apenas declarou: "Não acredito que possa ter havido algo assim. Duvido que Jimi sequer tenha me ouvido tocar alguma vez, pois ele já tinha morrido na Inglaterra quando eu gravei com o Glass Harp no Electric Lady Studios dele".

### Prêmios e Homenagens
Em 1988, Keaggy conquista o primeiro Dove Award, por seu segundo álbum instrumental "The Wind And The Wheat". O segundo Dove viria em 1992 pelo também instrumental "Beyond Nature", de inspiração céltica.
De 1998 a 2001, Keaggy dominou completamente a categoria "gravação Instrumental" levando o prêmio por nada menos do que quatro vezes, com "Invention", "Acoustic Sketches", "Majesty and Wonder", e "Lights of Madrid", este último com um forte acento flamenco.
No dia 29 de Outubro 2007, Phil Keaggy foi recebido no Gospel Music Hall of Fame, em uma cerimônia na cidade de Nashville.
Em 6 de maio de 2013, Phil Keaggy foi homenageado pela ASCAP, recebendo o ASCAP Golden Note Award, prêmio conferido aos músicos por marcos de extraordinária relevância em suas carreiras.

## Discografia
- The Squires - 1966
- New Hudson Exit - 1967
- What a Day - 1973
- Love Broke Thru - 1976
- Emerging - 1977
- The Master and the Musician - 1978 (Instrumental)
- Ph'lip Side - 1980
- Town to Town - 1981
- Play Thru Me - 1982
- Underground (Private Collection Vol. 1) - 1983
- Getting Closer - 1985
- Way back Home - 1986
- The Wind and the Wheat - 1987 (Instrumental)
- Prime Cuts (Somente Reino Unido) - 1987
- Phil Keaggy and the Sunday's Child - 1988
- Find Me in These Fields - 1990
- Beyond Nature - 1991 (Instrumental)
- Crimson and Blue - 1993
- Revelator - 1993

(Radio Remix de Crimsom and Blue)
- Blue - 1994
- True Believer - 1995
- Acoustic Sketches - 1996 (Instrumental)
- 220 - 1996 (Instrumental)
- On The Fly - 1997 (Instrumental)
- Glass Harp Live At Carnegie Hall - 1997
- Invention (com Wes King e Scott Denté) - 1997
- A Christmas Gift - 1998
- Phil Keaggy - 1998
- Premium Jams - 1999 (Instrumental)
- Majesty & Wonder - 1999
- An Angel's Christmas - 1999
- Music to Paint By (4 CDs) - 1999 (Instrumental)

(Brushstrokes/Electric Blue/Splash/Still Life)
- Inseparable (2 CDs) - 2000

(Relançado posteriormente no mesmo ano em 1 CD, com 4 faixas a menos).
- Underground - 2000
- Lights of Madrid - 2000 (Instrumental)
- Uncle Duke - 2000
- In The Quiet Hours - 2001 (Instrumental)
- Cinemascapes - 2001 (Instrumental)
- Hymnsongs - 2002 (Instrumental)
- Special Occasions - 2003
- Freehand (Acoustic Sketches 2) - 2003 (Instrumental)
- It's Personal - 2004
- Jammed! - 2006 (Instrumental)
- Roundabout - 2006 (Instrumental)
- Dream Again - 2006
- Acoustic Cafe - 2007
- The Song Within - 2007
- Phantasmagorical - 2008 (Instrumental)
- Welcome Inn - 2009
- Phil Keaggy Live from Kegworth Studio - 2011
- The Cover of Love - 2012
- All at Once - 2016

### Reedições
- What a Day/Love Broke Through - 1990
- Town to Town/Ph'lip Side/Play Through Me - 1990
- Way Back Home - 1994

Reedição do álbum de 1986, com faixas diferentes e novos arranjos.
- Getting Closer - 1998

Com duas músicas extras.
- ReEmerging - 2000

Reedição do álbum de 1977, com 4 faixas inéditas.
- The Uncle Duke Project (2 CDs) - 2005
- The Master & The Musician - 2007 (Instrumental)

Edição comemorativa de 30 anos
- Jammed! - 2011 (Instrumental)
- The Wind and the Wheat Remaster - 2013  (Instrumental)
- What a Day 40th Anniversary Edition - 2014

### Compilações
- Best of Keaggy - The Early Years 73-78 - 1989
- Boot Collection 1970-1991 - 1991
- Time Volume 1 - 1995
- Time Volume 2 - 1995
- Zion - 2000
- What Matters - 2001
- History Makers: The Phil Keaggy Collection - 2003

### Trilhas sonoras
- Southern Girls - 2015

### Back Room Trax
Material lançado em fita cassete, com edição limitada.
- Back Room Trax Private Collection Vol.I(Remix) - 1989
- Back Room Trax Private Collection Vol.II - 1989
- Back Room Trax - Private Collection Volume III - 1991
- Back Room Trax Private Collection Vol. IV - 1992
- Back Room Trax Private Collection Vol. V - 1993
- Back Room Trax Private Collection Vol. VI - 1994

### DVDs
- Phil Keaggy in Concert: St. Charles, Illinois - 2004
- Phil Keaggy in Concert: Wheaton, Illinois - 2005
- Philly Live! - 2005
- Randy Stonehill/Phil Keaggy Together Live! - 2006
- Glass Harp LIVE Circa '72 - 2006
- Electric Guitar Style Instructional - (VHS original de 1988) - 2006
- Acoustic Guitar Style Instructional - (VHS original de 1991) - 2006
- Live Circa '72 - 2006 (Com Glass Harp)
- The Master & the Musician: 30 Years Later Tour DVD - 2008

### Coparticipações

#### Com Glass Harp
- Glass Harp - 1970 (Remasterizado 2005)
- Synergy - 1971 (Remasterizado 2005)
- It Makes me Glad - 1972 (Remasterizado 2005)
- Song In The Air - 1977
- Glass Harp Live At Carnegie Hall - 1997

(Lançamento com material inédito de 1971)
- Strings Attached - 2001

(Gravado ao vivo com a Youngstown Symphony Orchestra)
- Hourglass - 2003
- Stark Raving Jams (3 CDs) - 2004
- Live at the Beachland Ballroom 11.01.08 - 2010

#### Com The 2nd Chapter of Acts e A Band Called David
- How The West Was One - 1977

#### Com Randy Stonehill
- Together Live (Com Randy Stonehill) - 2005
- Mistery Highway (Com Randy Stonehill) - 2009

#### Com Mike Pachelli
- Two Of Us - 2006

#### Com Jeff Johnson
- Frio Suite - 2009
- Watersky - 2012

#### Com John Sferra e Jack Ghering(Instrumental)
- Phil Keaggy Trio with Jack Giering and John Sferra - Interdimensional Traveler - 2010
- Jack Giering Trio with Phil Keaggy and John Sferra - Cosmic Rumpus - 2012
- John Sferra Trio with Phil Keaggy and Jack Giering  -Infinity Unleashed - 2014

#### Com Kyle Jones
- Numem - 2011

#### Com David Teems e Tom Hemby
- Speak To Me - 2016